# Vision à distance
La vision à distance (« remote viewing », en anglais) est une méthode expérimentale de perception extrasensorielle censée permettre à une personne d'accéder à des informations ou des événements éloignés dans l'espace ou dans le temps sans avoir de contact direct avec eux. Cette technique qui fait appel aux cinq sens du corps humain et à l'intuition a été explorée par les gouvernements américain et soviétique pendant la guerre froide dans le cadre de programmes de renseignement secrets.
La levée partielle du secret défense militaire aux États-Unis dans les années 1990, a confirmé que la vision à distance a fait l'objet de recherches de la part de l'armée et de la CIA.
La vision à distance fait l'objet de nombreuses critiques dans le milieu scientifique. Des groupes sceptiques comme la Skeptics Society considèrent que cette activité fait partie du domaine des pseudo-sciences, car elle n'est pas validée par les méthodes scientifiques,,,.

## Histoire
Les origines supposées de la clairvoyance dont le remote viewing est un euphémisme moderne remontent à l'Antiquité, lorsque des pratiques divinatoires étaient utilisées pour prédire l'avenir ou pour localiser des objets ou des personnes disparues.
Depuis la fin du XIXe siècle, des scientifiques ont commencé à s'intéresser à ce phénomène et l'étudier en utilisant des protocoles scientifiques  puis, dans la deuxième moitié du XXe siècle, le terme remote viewing est adopté pour éviter un amalgame avec les pratiques divinatoires et médiumniques contemporaines.
Le terme « remote viewing » a été inventé par le peintre et médium Ingo Swann dans les années 1970 pour décrire leur méthode de perception extrasensorielle. La technique a ensuite été popularisée par le physicien américain Russell Targ et le physicien et parapsychologue Harold Puthoff, qui ont créé un programme de recherche sur le sujet au sein du laboratoire de recherche de Stanford dans les années 1970 et 1980.
Au cours des années 1970, l'armée américaine a également commencé à s'intéresser au remote viewing dans le cadre d'un programme secret appelé « Stargate Project ». Le programme a été créé en réponse aux préoccupations de la guerre froide concernant les capacités de renseignement de l'Union soviétique. L'armée a recruté des personnes ayant des capacités de perception extrasensorielle pour travailler comme espions psychiques dans le cadre du programme.
Le remote viewing a été utilisé dans des missions de renseignement pour localiser des armes nucléaires, des prisonniers de guerre, des agents ennemis et d'autres cibles potentielles. Le programme Stargate a été dissous en 1995 en raison de problèmes administratifs et politiques, ainsi que de la controverse qui l'entourait.

## Méthode
Russell Targ est un physicien et auteur américain, connu pour son travail dans le domaine des lasers et de la parapsychologie. Harold E. Puthoff est également un physicien américain, connu pour ses travaux sur l'énergie de point zéro et la Théorie quantique des champs. Les deux scientifiques ont commencé à travailler sur le remote viewing en 1972, alors qu'ils étaient employés au sein du laboratoire d'électronique et de bio-ingénierie du Stanford Research Stanford Research Institute (SRI), un institut de recherche privé basé à Menlo Park, en Californie. Leur travail a été financé par l'Agence de renseignement de la défense américaine (DIA), qui cherchait à utiliser la technique pour la collecte de renseignements.
La méthode de remote viewing développée par Targ et Puthoff était basée sur une approche scientifique rigoureuse, qui impliquait des protocoles stricts et une formation intensive des sujets. Les protocoles étaient conçus pour minimiser les biais et les erreurs potentiels, et pour permettre une évaluation objective des résultats.
Les sujets de l'étude étaient appelés « viewers », et étaient formés à la technique de remote viewing pendant plusieurs mois. La formation comprenait des exercices pratiques et des sessions de feedback, au cours desquelles les résultats des perceptions étaient comparés aux informations réelles.
Les sessions de remote viewing étaient menées dans des conditions contrôlées, souvent dans une pièce isolée, avec un moniteur qui guidait le viewer. Ce dernier recevait une cible, qui pouvait être une image, un lieu, un endroit, une vidéo ou un objet, et était encouragé à décrire tout ce qui lui venait à l'esprit, qu'il s'agisse de perceptions sensorielles, d'émotions ou de pensées abstraites.
Les résultats des sessions de remote viewing étaient évalués en utilisant des critères objectifs, tels que la précision des descriptions et la similitude avec la cible réelle. Les résultats étaient également comparés à ceux obtenus par d'autres méthodes de collecte de renseignements, telles que la reconnaissance photographique et les témoignages de témoins.
Les résultats des études menées par Targ et Puthoff ont été controversés, avec des critiques faisant valoir que la méthode n'était pas suffisamment rigoureuse ou que les résultats étaient biaisés. Malgré les critiques, le travail de Targ et Puthoff a eu un impact significatif sur la recherche en parapsychologie et a ouvert la voie à de nombreuses études ultérieures sur le remote viewing.

## Accueil par la communauté scientifique
(juin 2024).
Les premières expériences, souvent peu sophistiquées, ont produit des résultats positifs mais leurs défauts conceptuels les ont fait invalider.
Aucune des expériences les plus récentes n'a montré de résultats positifs lorsqu'ils sont réalisés dans des conditions strictement contrôlées,,,,. Ce défaut d'expériences réussies a conduit toute la communauté scientifique à rejeter la vision à distance, sur la base de l'absence de preuves, l'absence d'une théorie qui expliquerait la visualisation à distance, et le manque de techniques expérimentales qui peuvent fournir des résultats fiables positifs.

### Critiques
Les expériences de visualisation à distance ont toujours été critiquées pour leur manque de contrôles appropriés et de répétabilité. Il n'y a aucune preuve scientifique que la visualisation à distance existe, et le sujet de la visualisation à distance est généralement considéré comme une pseudoscience,,,,,.
Les journalistes scientifiques Gary Bennett, Martin Gardner, Michael Shermer et le professeur en neurologie Terence Hines décrivent le sujet de la vision à distance comme relevant des pseudosciences,,,.
Selon le psychologue Ray Hyman, même si les résultats des expériences de vision à distance étaient reproduits dans des conditions bien déterminées, ils ne seraient toujours pas une démonstration concluante de l'existence d'un fonctionnement psychique ; Hyman attribue ceci à la confiance en un effet pernicieux : les affirmations sur la perception extra-sensorielle reposent sur des résultats d'expériences non expliquées par des moyens normaux. Pour Hyman, il manque aux  expériences en parapsychologie une théorie positive indiquant ce qu'il faut contrôler et ce qu'il faut ignorer. Ray Hyman ajoute que la quantité et la qualité des expériences sur la perception à distance sont beaucoup trop faibles pour convaincre la communauté scientifique de « renoncer à ses idées fondamentales sur la causalité, le temps et autres principes », puisque ces résultats n'ont pas encore été reproduits avec succès sous un examen minutieux.
Martin Gardner affirme que le chercheur fondateur Harold Puthoff a été scientologue militant avant ses travaux à l'Université Stanford, ce qui a influencé ses recherches au Stanford Research Institute. En 1970, l'Église de Scientologie a publié une lettre notariée qui avait été écrite par Puthoff alors qu'il menait des recherches sur la vision à distance à l'Université de Stanford. Dans cette lettre, Puthoff dit : «Bien que les critiques qui observent le système de la scientologie de l'extérieur peuvent avoir l'impression que la scientologie n'est qu'un projet quasi éducatif et quasi religieux parmi d'autres, c'est en fait un système très sophistiqué et hautement technologique qui se rapproche davantage de la planification d'entreprise moderne et de la technologie appliquée.» Among some of the ideas that Puthoff supported regarding remote viewing was the claim in the book Occult Chemistry that two followers of Madame Blavatsky, founder of theosophy, were able to remote-view the inner structure of atoms.
Les rationalistes et diverses organisations sceptiques ont mené des expériences sur la visualisation à distance (et d'autres capacités paranormales présumés) toujours sans résultats positifs quand les conditions bien contrôlées.

### Signaux sensoriels
(janvier 2020).
Le contenu est difficilement compréhensible vu les erreurs de traduction, qui sont peut-être dues à l'utilisation d'un logiciel de traduction automatique.
Les psychologues David Marks et Richard Kammann ont tenté de reproduire les expériences de vision à distance faites par Russell Targ et Harold Puthoff dans les années 1970 au Stanford Research Institute. Dans une série de trente-cinq études, ils ont été incapables de reproduire les résultats selon la procédure expérimentale originale. Ils ont découvert que les notes données aux juges de Targ et les expériences de Puthoff contenaient des indications sur l'ordre selon lequel elles ont été réalisés (comme se référant à deux cibles d'hier, ou il y avait la date de la session écrite en haut de la page). Ils ont conclu que ces indices étaient la raison de taux de succès élevés de l'expérience,. Selon Terence Hines:

« L'examen des quelques transcriptions exactes publiées par Targ et Puthoff montrent que seulement ces indications étaient présents. Pour savoir si les transcriptions inédites contenaient des repères, Marks et Kammann ont écrit à Targ et Puthoff pour demander des copies. C'est presque du jamais vu pour un scientifique de refuser de fournir ses données pour examen indépendant quand on les lui demande, mais Targ et Puthoff ont refusé constamment d'autoriser Marks et Kammann de voir les copies des relevés de notes. Marks et Kammann ont été cependant en mesure d'obtenir des copies des relevés de notes du juge qui les a utilisés. Les transcriptions regorgeaient d'indices. »

Thomas Gilovich a écrit :

« La plupart du matériel des transcriptions se compose de tentatives honnêtes par les personnes qui perçoivent pour décrire leurs impressions. Mais les relevés de notes contiennent également des matières étrangères considérable qui pourrait aider un évaluateur en les jumelant aux bonnes cibles. En particulier, il y avait de nombreuses références à des dates, heures et lieux déjà visités qui permettrait au sujet de placer les transcriptions dans le bon ordre ... Étonnamment, les évaluateurs des expériences Targ-Puthoff ont reçu une liste de sites cibles dans l'ordre exacte dans lequel ils ont été utilisés dans les tests ! »

Il a été montré que les sujets ont pu correspondre les transcriptions pour les emplacements corrects en utilisant uniquement les indices fournis. Une fois ces indices éliminés, les résultats tombaient à un niveau issu du hasard. Marks a pu atteindre 100 pour cent d'exactitude sans visiter l'un des sites lui-même, rien qu'en utilisant des indices. James Randi a écrit des essais contrôlés par plusieurs autres chercheurs, éliminant plusieurs sources d'indication et preuve extrinsèque présente dans les essais initiaux, des résultats négatifs. Les étudiants ont également pu résoudre les emplacements de Puthoff et Targ des indices qui avait par inadvertance été inclus dans les transcriptions.
Marks and Kamman concluent: « Tant que la vision à distance n'est pas confirmée dans des conditions qui empêchent le repérage sensoriel les conclusions de Targ et Puthoff restent une hypothèse sans fondement. »